# 文公 (曹)
文公（ぶんこう、? - 紀元前595年）は、中国の春秋時代の曹の君主（在位前618年 - 前595年）。姓は姫、名は寿。共公の子として生まれた。紀元前618年8月、共公が死去すると、文公が後を嗣いで曹公として即位した。紀元前612年、晋・宋・衛・蔡・鄭・許の諸侯らと扈で盟を交わした。紀元前602年、晋・魯・宋・衛・鄭の諸侯らと黒壌で会合した。紀元前600年、文公は晋・宋・衛・鄭の諸侯らと扈で会合した。紀元前595年5月壬申、文公は死去し、子の宣公が後を嗣いで曹公として即位した。成公は『史記』では文公の子とし、杜預注は宣公の庶子とする。